# Уколок
Уколок — посёлок в Шенкурском районе Архангельской области. Входит в состав муниципального образования «Верхоледское».

## География
Посёлок расположен в южной части Архангельской области, в таёжной зоне, в пределах северной части Русской равнины, в 100 километрах на северо-запад от города Шенкурска, на правом берегу реки Ледь, притока Ваги.
Часовой пояс
Уколок, как и вся Архангельская область, находится в часовой зоне МСК (московское время). Смещение применяемого времени относительно UTC составляет +3:00.

## Население
| 2002 | 2010 | 2012 |
| ---- | ---- | ---- |
| 409  | ↘254 | ↗358 |

## История
Указан в «Списке населённых мест Архангельской губернии на 1 мая 1922 года» как Выселок Уколок из деревни Избишной. В поселении  было 7 дворов, 6 мужчин и 10 женщин. В административном отношении выселок входил в состав Верхоледского сельского общества Котажско-Верхоледской волости Шенкурского уезда.